# 長谷部七郎
長谷部 七郎（はせべ しちろう、1924年3月19日 - 1976年10月5日）は、日本の政治家。日本社会党所属の衆議院議員（1期）。

## 経歴
秋田県出身。1941年秋田県立金足農業学校（現・秋田県立金足農業高等学校）卒。農林省秋田食糧事務所に入り、全食糧労組秋田支部委員長、1955年から秋田県議を4期務め、1969年の第32回衆議院議員総選挙において秋田2区から日本社会党公認で立候補して当選、1期務めた。1972年の第33回衆議院議員総選挙で落選した。1976年死去。

## 親族
- 息子 - 長谷部誠（元由利本荘市長）